# Nueva Línea de Évora
La Nueva Línea de Évora es una línea de ferrocarril en construcción que conectará la Línea del Este, cerca de Elvas, con la estación de Évora, de la ciudad del mismo nombre, en Portugal. Formará parte del Corredor Internacional Sur, un conjunto de vías férreas que pretende mejorar las conexiones ferroviarias entre el sur de Portugal, principalmente la línea del puerto de Sines, y España y Europa, a través de Badajoz.

## Historia

### Antecedentes
La idea de construir una vía férrea que uniera las regiones del Alto y el Bajo Alentejo con la ciudad fronteriza de Elvas se remonta a la década de 1840, cuando se lanzaron los primeros planes de implantación de ferrocarriles en Portugal. Sin embargo, las obras no avanzaron debido a la inestabilidad política y social, y solo en la década de 1850, se retomaron los planes de construcción de ferrocarriles. Así, volvió a surgir la idea de hacer una línea de Beja a Évora, que seguiría hasta Elvas, donde se uniría con la Línea del Este. El ferrocarril llegó a Évora el 14 de septiembre de 1863, a la estación provisional de Estremoz el 22 de diciembre de 1873 y a la estación de Vila Viçosa el 2 de agosto de 1905. Sin embargo, la línea no tuvo continuidad hasta Elvas, debido a la oposición de la Companhia Real dos Caminhos de Ferro Portugueses, propietaria de la Línea del Este, y de las autoridades militares, que consideraban que una segunda línea a partir de la conexión internacional en Elvas sería una amenaza potencial para la seguridad nacional. Así, la prolongación hasta Elvas fue eliminada por el Plan General de la Red Ferroviaria, aprobado por el Decreto n. 18190 de 28 de marzo de 1930. La conexión entre la Línea de Évora y la Línea del Este no se realizó hasta el 21 de enero de 1949, a través del Ramal de Portalegre, que conectaba Estremoz con la estación de Portalegre. En 1990, el Ramal de Portalegre se cerró y los servicios de pasajeros terminaron en el tramo entre Estremoz y Évora, que sin embargo solo dejó de tener trenes en 2009, y se cerró oficialmente en 2011.

### Obras
En 2018, se proyectó la nueva línea de Évora con unos 100 km de longitud, de los cuales 80 km se construirían desde cero. Sería de vía única y tracción eléctrica (25 kV ~ 50 Hz), aunque la plataforma estuviese preparada para la vía doble. Se utilizarían vías del tipo UIC60 sobre traviesas de hormigón polivalentes, para facilitar la futura conversión del ancho ibérico al europeo.
Se trata de uno de los ejes del Corredor Internacional Sur, creado para mejorar la conexión de la red ferroviaria del Alentejo con España y Europa, a través de la frontera de la línea del Este entre Elvas y Badajoz, proporcionando un enlace más corto y menos costoso que el existente. Se calcula que el trayecto en tren se reduciría en 140 km y los costes de transporte en torno al 30%. De este modo, los puertos, especialmente el de Sines, y las aglomeraciones urbanas e industriales de la región tendrían mejores condiciones de acceso a España y al resto de Europa, desarrollando la capacidad exportadora de mercancías, a través de la línea de alta velocidad Madrid-Extremadura y la línea de alta velocidad Madrid-Zaragoza-Barcelona-Frontera francesa.
El proyecto prevé que la nueva línea genere también unos 4250 puestos de trabajo directos y unos 200 indirectos, relacionados con la alimentación, el alojamiento y los servicios de limpieza. En términos medioambientales, se calcula que la nueva línea podrá reducir las emisiones de gases de efecto invernadero en unos 428 millones de toneladas de CO2.
El plan de la nueva línea de Évora incluye también la realización de obras en la estación de Elvas, con el fin de mejorar las condiciones de circulación y estacionamiento de los trenes de mayor tamaño. La finalización de las obras, en desarrollo en todo el tramo desde 2021, está previsto para 2024 y en él se alcanzarán velocidades de en torno a los 250 km/h.
En agosto de 2021 se encontraron restos de una antigua villa romana a las afueras de Évora, lo que previsiblemente alterará las obras en el tramo Évora Norte-Freixo.